# Atrani
Atrani är en ort och kommun i provinsen Salerno i regionen Kampanien i Italien. Kommunen hade 869 invånare (2017).